# 帕維爾·艾德蒙·斯特爵雷茨基

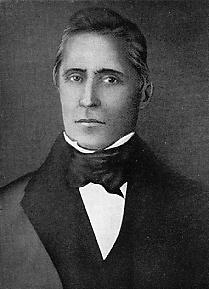
帕維爾·艾德蒙·斯特爵雷茨基

帕維爾·艾德蒙·斯特爵雷茨基爵士（波蘭語：Paweł Edmund Strzelecki，波蘭語發音：[ˈpavɛw ˈɛdmunt stʂɛˈlɛt͡skʲi]）KCMG CB FRS FRGS DCL（1797年6月24日—1873年10月6日）為一名波蘭裔地質學家、地理學家、旅行家及傑出的澳洲研究員。
斯特爵雷茨基曾參與過1830年至1831年的波蘭十一月起義，在行動失敗後出走大英國協，並於1853年加入皇家地理學會及皇家學會。他是首位以獨立科學考察為目的而環遊世界的波蘭人。1834年6月8日，他從利物浦前往北美洲，在當地從事地質、地理、農學及民族誌；認識了原住民休倫族，在安大略湖附近發現銅礦。
1836年至1838年，他前往南美洲旅行，研究巴西米納斯吉拉斯州的礦藏，又在阿根廷與智利進行測量工作。1838年7月20日，他從南美洲前往大洋洲，途中經停夏威夷，在當地進行火山研究；其對基拉韋厄火山的描述，為科學文獻中最早以該火山為題的論述之一。他也曾在大溪地及紐西蘭進行研究。然而，其地質及地理探勘的主要地點為澳洲。1839年4月25日，他抵達澳洲，並三度從悉尼出發至澳洲內陸研究。1840年，他發現澳洲最高峰科修斯科山，並以波蘭民族英雄塔德伍施·科希丘什科命名之。